# Дворцово-замковый комплекс в Жарах
Дворцово-замковый комплекс в Жарах — расположен в Жарах, Нижняя Лужица, Польша.

## История
В середине XIII века Альбрехт Девин построил часть замка, сейчас являющуюся северным крылом. В 1280 году строение перешло в собственность рода Майсен. В 1320—1329 годах владельцы расширили замок. К зданию было пристроено западное крыло и башня. Стены были укреплены и соединены со стенами близлежащих домов. В 1355 году сооружение перешло в собственность фон Биберштейна. В начале XV замок был расширен, а в следующем веке началось восстановление древнейшей части замка. В 1558 году замок купил фон Промниц. В XVIII был украшен фасад замка. С 1824 года замок служил тюрьмой. В 1930 году в замке был открыт музей, просуществовавший до 1945 года. В 1710-1728 у замка был построен дворец в стиле барокко. В 1945 году замок был разрушен пожаром.

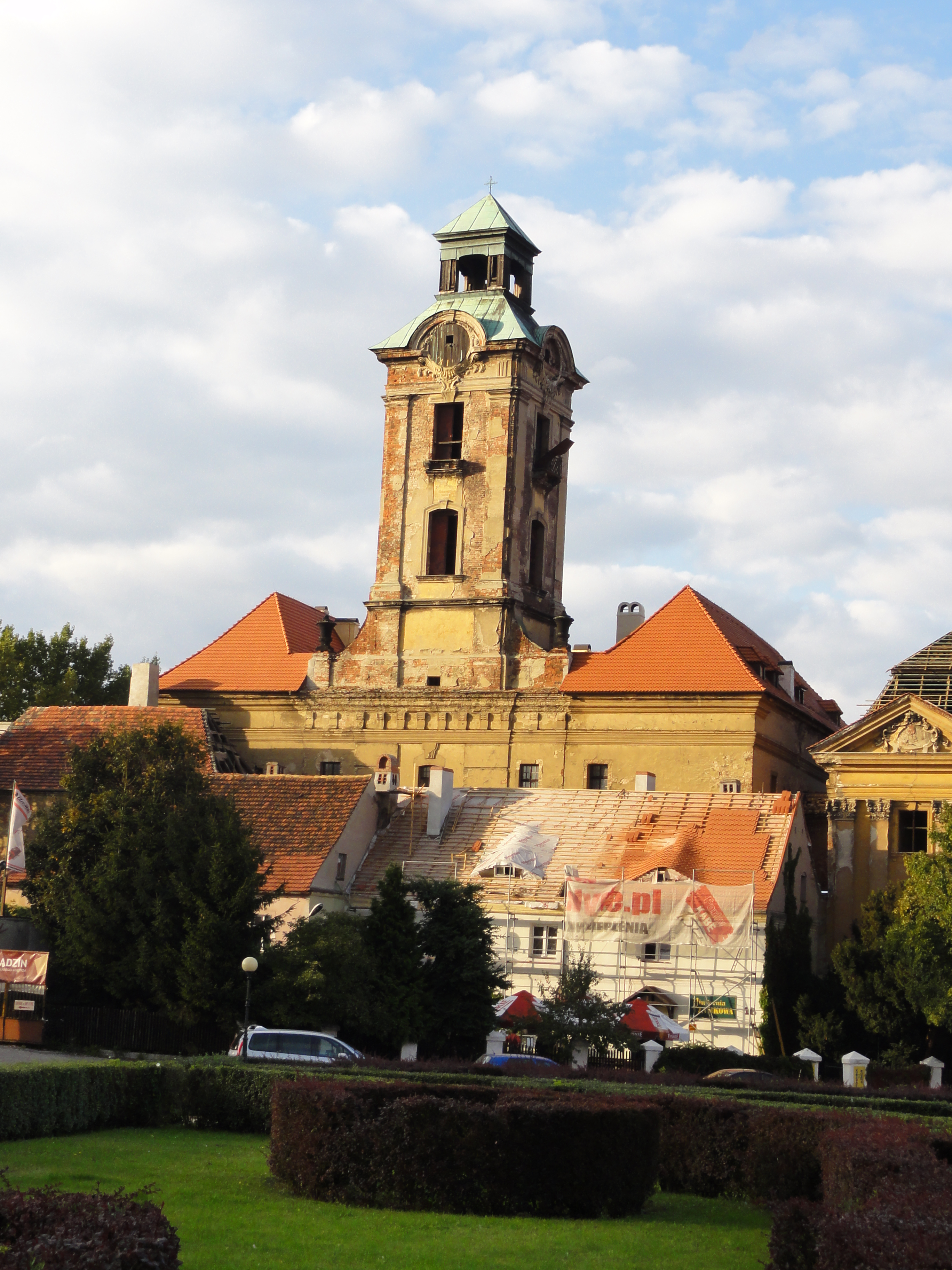

Архитектура замка, сочетающая готику и ренессанс, сохранилась неизменной до наших дней. Четыре части замка окружают внутренний двор. Подземелья имеют сводчатые потолки. Над южным входом возвышается башня.